# Residenz des Zhongwang-Königs des Himmlischen Reiches des ewigen Friedens

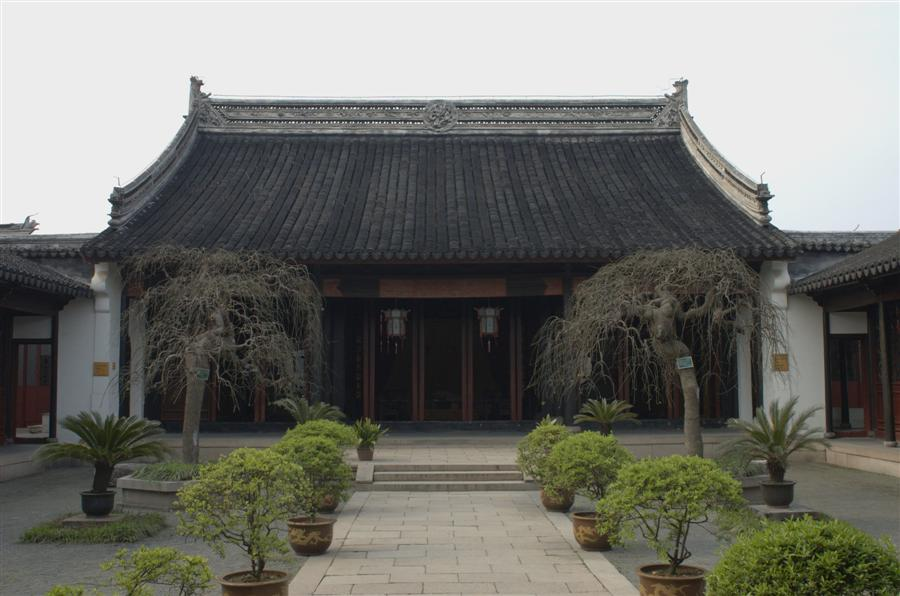

Die Residenz des Zhongwang-Königs des Himmlischen Reiches des ewigen Friedens (chinesisch 太平天国忠王府, Pinyin Tàipíng tiānguó zhōngwáng fǔ) in Suzhou (Jiangsu), China, diente Li Xiucheng 李秀成 (1823–1864), dem bedeutenden Militärführer des Taiping-Reiches, dem der Titel eines Königs bzw. Zhongwang (忠王) verliehen worden war – in westlichen Quellen unter der englischen Bezeichnung „Loyal Prince Lee“ (loyaler Prinz Li) bekannt – seit der Besetzung der Stadt Suzhou durch seine Truppen im Jahr 1860 bis 1863 als Residenz. 
Sie steht seit 1961 auf der Liste der Denkmäler der Volksrepublik China (1-3).
Auf der Rückseite der Residenz liegt der „Garten der anspruchslosen Amtsperson“ (Zhuozheng yuan 拙政园).
Koordinaten: 31° 19′ 31,6″ N, 120° 37′ 27,8″ O